# Colera (Spagna)
Colera è un comune spagnolo di 502 abitanti situato nella comunità autonoma della Catalogna, nell'antica comarca dell'Alt Empordà in provincia di Girona, situata in una piccola baia della Costa Brava (trad. Costa selvaggia). Il toponimo Colera che forse deriva dal termine latino Collis, ossia colle, compare per la prima volta in documenti ecclesiastici del 931 e del 935, ma passano oltre otto secoli prima che sia ufficialmente riconosciuta questa località. Nel 1759 viene infatti inviata al re Carlo III una supplica per potere fondare una nuova città denominata Vila de Colera poiché già esiste un nucleo abitato con 50 case. L'autorizzazione giunge nel 1770 per un pueblo (trad. paese) che dovrà chiamarsi San Miguel de Colera e comprende il piano urbanistico che prevede dove si debbano costruire il Municipio ed altri servizi pubblici. La vicina cittadina di Portbou però chiede ed ottiene che il nuovo paese faccia parte del suo comune con disappunto dei residenti di San Miguel de Colera che devono attendere il 1934 per ottenere l'autonomia, conservando soltanto il nome di Colera. L'economia del paese era basata sulla viticoltura e l'olivicoltura, ma la diffusione della fillossera nel XIX secolo distrugge quasi interamente le viti e
l'attività degli abitanti si converte al turismo che diventa praticamente l'unica risorsa del piccolo comune.

## Economia

### Turismo
Vi è la monumentale chiesa di stile romanico-lombardo  a tre navate del secolo XII.
Nel territorio costiero del comune ci sono belle spiagge e piccole cale tranquille. Anche se piccola, la cittadina non rinuncia a celebrare le proprie tradizioni, fra le quali la sardana, famoza danza tradizionale catalana nata nell'Empordá e forse di origine greca, un ballo tondo lento accompagnato da musica suonata da una piccola orchestra di strumenti a fiato. Singolare è la Fira de la mel novella,fiera del miele nuovo, che si tiene il 24 giugno. In questa occasione i numerosi ristoranti del paese presentano piatti in cui il miele è un ingrediente importante, creativi o tradizionali o recuperati dalla gastronomia romana che, non avendo lo zucchero, utilizzava il miele come dolcificante. Si trovano così dei menu in cui compaiono anche secondi piatti con abbinamenti poco consueti come vitello o baccalà al miele.
Una parte del territorio è sulle colline della Serra de l'Albera in cui c'è il Paratage Natural de Interes Nacional de l'Albera. Altri parchi dei dintorni di Colera sono: l'Els Aiguamolles de L'Empordá, il Parco Natural del Cap de Creus. Non molto lontano da Colera per una strada di montagna si può raggiungere a 600 metri di altitudine il bellissimo monastero di Sant Pere de Rodes. Secondo la tradizione, qui sarebbe stato fondato nel periodo visigota dal papa Bonifacio IV un monastero ove custodire le più preziose reliquie che si trovavano a Roma sottraendole alle invasioni dei barbari. Durante l'occupazione araba il monastero fu distrutto. Fu ricostruito dai monaci benedettini e il complesso che è anche l'attuale dopo una recente ristrutturazione, è considerato il capostipite dell'architettura romanica in Catalogna, che a differenza del coevo romanico lombardo è una sintesi degli stili visigotico e mozarabico. La chiesa ha una cripta del secolo VII, un chiostro e tre torri.